# Lejeuneaceae
Lejeuneaceae es la más grande familia de las hepáticas. La mayoría de sus miembros son epifitas y se encuentran en los trópicos, mientras que otros pueden encontrarse en las regiones templadas.

## Taxonomía
Lejeuneaceae fue descrita por Antonio Casares-Gil y publicado en Flora Ibérica Briofita, Hepáticas 1: 703. 1919.
'Lejeuneaceae es la mayor familia de las hepáticas con más de 1600 especies, que equivale a más o menos 20% a 25% de todas los hepáticas. Estas especies son asignadas a 94 géneros.

### Lista de géneros
| - Acanthocoleus - Acantholejeunea - Acrolejeunea - Amphilejeunea - Anoplolejeunea - Aphanolejeunea - Aphanotropis - Archilejeunea - Aureolejeunea - Austrolejeunea - Blepharolejeunea - Brachiolejeunea - Bromeliophila - Bryopteris - Calatholejeunea - Capillolejeunea - Caudalejeunea - Cephalantholejeunea - Cephalolejeunea - Ceratolejeunea - Cheilolejeunea - Cladolejeunea - Cololejeunea - Colura - Crossotolejeunea - Cyclolejeunea - Cyrtolejeunea - Cystolejeunea - Dactylolejeunea - Dactylophorella - Dendrolejeunea - Dicladolejeunea | - Dicranolejeunea - Diplasiolejeunea - Drepanolejeunea - Echinocolea - Echinolejeunea - Evansiolejeunea - Frullanoides - Fulfordianthus - Haplolejeunea - Harpalejeunea - Hattoriolejeunea - Kymatolejeunea - Leiolejeunea - Lejeunea - Lepidolejeunea - Leptolejeunea - Leucolejeunea - Lindigianthus - Lopholejeunea - Luteolejeunea - Macrocolura - Macrolejeunea - Marchesinia - Mastigolejeunea - Metalejeunea - Metzgeriopsis - Microlejeunea - Myriocolea - Myriocoleopsis - Nephelolejeunea | - Neurolejeunea - Nipponolejeunea - Odontolejeunea - Omphalanthus - Oryzolejeunea - Otolejeunea - Phaeolejeunea - Physantholejeunea - Pictolejeunea - Pluvianthus - Potamolejeunea - Prionolejeunea - Ptychanthus - Pycnolejeunea - Rectolejeunea - Rhaphidolejeunea - Schiffneriolejeunea - Schusterolejeunea - Siphonolejeunea - Sphaerolejeunea - Spruceanthus - Stenolejeunea - Stictolejeunea - Symbiezidium - Taxilejeunea - Thysananthus - Trachylejeunea - Trocholejeunea - Tuyamaella - Tuzibeanthus - Verdoornianthus - Vitalianthus |